# Милош Павловић (фотограф)
Милош Павловић (Београд, 23. јул 1910 — Женева, Швајцарска, 18. јун 1985) био је српски адвокат и фотограф уметник. Завршио је Правни факултет. Бавио се фотографијом од гимназијских дана, 1926. Први пут излагао 1941. Након 1968. до краја радног века професионално деловао у адвокатури (експерт за међународно патентно право) а уметнички у фотографији.

## Организаторски рад
Године 1944. као Шеф фото-службе Генералштаба организовао изложбу о протеклом рату „1941-1945“. Један од оснивача Фото клуба “Београд”. Иницијатор традиционалне изложбе “Београд и Београђани”. У поратном раздобљу веома активан у организацији Народне технике и Фото-савезу Југославије, а најзаслужнији је, уз Бранибора Дебељковића и Војислава Маринковића и за покретање Прве међународне изложбе фотографске уметности у Београду, 1952.

## Одлике уметничког рада
Као уметник фотографије, један од најистакнутијих у Србији у другој половини 20. века, деловао и изложбеној фотографији, затим у области рекламне и пропагандне фотографије и туризма.
Фотографски истраживао изградњу земље, затим урбане просторе (Асфалтери; Нови Београд, Београдски сајам, 1956), пределе, портрете и актове. Доцније се одао експериментима са бојом и фото-графичким техникама. У неколико наврата писао је о различитим питањима технике и технологије фотографије.

## Изложбе
Излагао је самостално у Београду (1954, 1956). На заједничким изложбама његова дела су излагана на 462 међународна салона, на свим континентима, што је међу српским фотографским ауторима непревазиђен рекорд. Постхумна ретроспективна изложба у Музеју примењене уметности, 1986. Његова дела су уврштена у критичке ретроспективе српске фотографије: „Фотографија код Срба, 1839-1989“, и „Београд погледима десеторице фотографа“, 2007. Захваљујући преданом уметничком раду у Фото-савезу Југославије стекао је звање Мајстор фотографије ФСЈ, а у Међународном савезу фотографске уметности звање Екселенција FIAP (EFIAP). Био је члан жирија многобројних изложби - клупских, савезних и међународних.

## Награде
Добио је 153 награде, од тога 43 на међународним изложбама (Амстердам, Рио де Жанеиро, Бордо, Гент, Торино, Модена, Сао Пауло, Калкута, Вашингтон, Берлин, Сиднеј..., и др). Поред тога, добио је златну плакету „Борис Кидрич“, златну плакету Фото клуба „Београд“ за руковођење клубом (1961-1963), Повељу за животно дело Фото-савеза Југославије (са припадајућом фото-монографијом, објављеном 1985, види Лит.), и Повељу за пионирски рад у развоју југословенске кинематографије (1984).

## Оцене дела
"Павловићева фотографија је по тематици врло разноврсна - он се интересовао скоро за све домене у фотографској уметности, прелазећи повремено од једног на други, али и враћајући се, према свом расположењу и датом тренутку. Успешно се огледао у снимању деце, у актовима жена, у фото-издвајању одређених делова природе, у проживљавању и давању симбола изградње кроз „човек-материјал-простор“, у снимању на тему „Београд и Београђани“, као и у његовим повременим фото-експериментима (...).".

"Можемо ли рукопис Мише Павловића распознати и разликовати? Он га је вежбао током 50 година свога рада, те фотографије су оптичке странице његове животне хронологије. (...) Као сваки уметник, фотограф носи терет слободе избора и одлуке шта да ухвати и у ком тренутку. Павловић је знао да изабере свој педесетогодишњи тренутак“.